# Dacryodes kostermansii
Dacryodes kostermansii là một loài thực vật có hoa trong họ Burseraceae. Loài này được Kalkman mô tả khoa học đầu tiên năm 1954.